# Diplôme d'État de la jeunesse, de l'éducation populaire et du sport
Le diplôme d'État de la jeunesse, de l'éducation populaire et du sport (DEJEPS) est un diplôme d'État de cadre inscrit au niveau niveau 5 du répertoire national des certifications professionnelles (art. D212-51 du code du sport).
Ce diplôme atteste l’acquisition d’une qualification dans l’exercice d’une activité professionnelle de coordination de plusieurs équipements et d’encadrement à finalité éducative dans les domaines d’activités physiques, sportives, socio-éducatives ou culturelles.

## Histoire
Le système de diplômes défini par l'état pour les professions dans les domaines des activités physiques, sportives, socio-éducatives ou culturelles, s'articule autour de trois niveaux, le BPJEPS, le Diplôme d'État de la Jeunesse, de l'Éducation Populaire  et du Sport (DEJEPS, qualification de niveau RNCP 5) et le Diplôme d'État Supérieur de la Jeunesse, de l'Éducation Populaire et du Sport (DESJEPS, qualification de niveau RNCP 6). Les diplômes d'État, DEJEPS et DESJEPS, sont l'aboutissement actuel de l'évolution des  professions et des acteurs qui  animent, éduquent et encadrent les pratiques sportives ou socioculturelle depuis des décennies.
Ces diplômes remplacent les Brevets d‟État d'Éducateur Sportif (BEES) soit le diplôme d'État relatif aux fonctions d'animateur socio-éducatif ou culturel (DEFA) des différents niveaux.
À titre d'exemple, en 1955, un diplôme d'État de Professeur de Judo est créé (Point de référence initial de l'évolution des diplômes d'état des professionnels de cette discipline).

## Présentation
Tout comme pour le BPJEPS, le DEJEPS est transversal au sport et à la jeunesse. La formation DEJEPS s'étend généralement sur une durée de 1 à 2 ans . Elle se déroule en alternance , combinant : 
- Cours théoriques :  Ces enseignements, dispensés en centre de formation, couvrent des thématiques variées comme la gestion de projet, l'encadrement d'équipes, ou encore la réglementation applicable au secteur de la jeunesse et des sports.
- Stages pratiques :  Réalisés dans des structures partenaires (associations, collectivités locales, entreprises, etc.), ces stages permettent de mettre en pratique les concepts théoriques et de développer des compétences concrètes. C'est une opportunité de vous immerger dans votre futur environnement professionnel, tout en acquérant une expérience précieuse[4].

Il est délivré au titre de spécialités et de mentions : 
- la spécialité « perfectionnement sportif » avec ses 80 mentions (au 1er janvier 2013) ;
- la spécialité « animation socio-éducative ou culturelle » avec ses 2 mentions: «développement de projets, territoires et réseaux » et « animation sociale »

Suivant la spécialité:
- Le titulaire du DEJEPS spécialité perfectionnement sportif est habilité à exercer les fonctions de moniteur ou entraîneur sportif, responsable technique et pédagogique en club ou en structure fédérale. Il est un entraîneur capable d'encadrer des sportifs jusqu'au niveau national. C'est un expert de l'enseignement auprès de tout type de public notamment ceux présentant un handicap, les scolaires, les jeunes ou les séniors[5].

- Le titulaire du DEJEPS spécialité Animation socio-éducative ou culturelle, mention « développement de projets, territoires & réseaux » est habilité à exercer les fonctions divisées en 3 pôles de compétences :
  - pôle direction de structure et d’équipement ;
  - pôle responsable d’animation ou de projet ;
  - pôle coordination, politiques publiques, territoires, partenariat.

Il remplace selon la spécialité soit le Brevet d'État d'éducateur sportif (BEES); soit le diplôme d'État relatif aux fonctions d'animateur (DEFA)  
Il est délivré au titre de l'une des deux spécialités suivantes (art. D212-52) :
- perfectionnement sportif. Cette spécialité est assortie d'une mention relative à un champ disciplinaire ou professionnel (aïkido, golf,judo,plongée sous-marine, etc.).

- animation socio-éducative ou culturelle. Cette spécialité est assortie de deux mentions : « développement de projets, territoires et réseaux » et « animation sociale » ;

Le DEJEPS est délivré (art. D212-56) :
- soit par unités capitalisables ;
- soit par validation des acquis de l'expérience ;
- soit par examen composé d'épreuves ponctuelles.

Le diplôme est préparé (art. D212-59) :
- par la voie de la formation initiale ;
- par la voie de l'apprentissage ;
- par la voie de la formation continue.

### Admission
Pour être admis, le candidat doit avoir obtenu quatre unités, dont deux sont transversales, une est spécifique à la spécialité et une est relative à la mention (Art. D212-57) :
| Compétences                 | UC  | Performance sportive                                                      | Animation socio-éducative ou culturelle                                   |
| --------------------------- | --- | ------------------------------------------------------------------------- | ------------------------------------------------------------------------- |
| Transversales               | UC1 | Construire la stratégie d'une organisation du secteur                     | Construire la stratégie d'une organisation du secteur                     |
| Transversales               | UC2 | Gérer les ressources humaines et financières de l'organisation du secteur | Gérer les ressources humaines et financières de l'organisation du secteur |
| Spécifiques à la spécialité | UC3 | Diriger un système d'entraînement dans une discipline                     | Diriger un projet de développement                                        |
| Spécifiques à la mention    | UC4 | Encadrer la discipline sportive en sécurité                               | Organiser la sécurité dans le champ d'activité                            |

### Sources
- DEJEPS animation socio-éducative ou culturelle mention développement de projets, territoires et réseaux :
  - Arrêté du 27 avril 2007 portant création de la mention « développement de projets, territoires et réseaux » du DE JEPS, spécialité animation socio-éducative ou culturelle.
  - Fiche du répertoire national des certifications professionnelles (RNCP)
- DEJEPS animation socio-éducative ou culturelle mention animation sociale :
  - Arrêté du 14 février 2008 portant création de la mention « animation sociale » du DE JEPS, spécialité animation socio-éducative ou culturelle.
  - Fiche du répertoire national des certifications professionnelles (RNCP)